# Raja chinensis
Raja chinensis är en rockeart som beskrevs av Basilewsky 1855. Raja chinensis ingår i släktet Raja och familjen egentliga rockor. Inga underarter finns listade i Catalogue of Life.